# Maleczky Vilmos

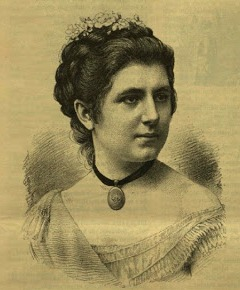
Felesége Ellinger Jozefa

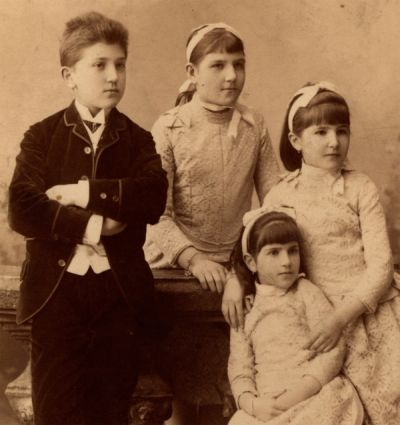
Gyermekei. Maleczky Oszkár, a középső lány Maleczky Bianka.

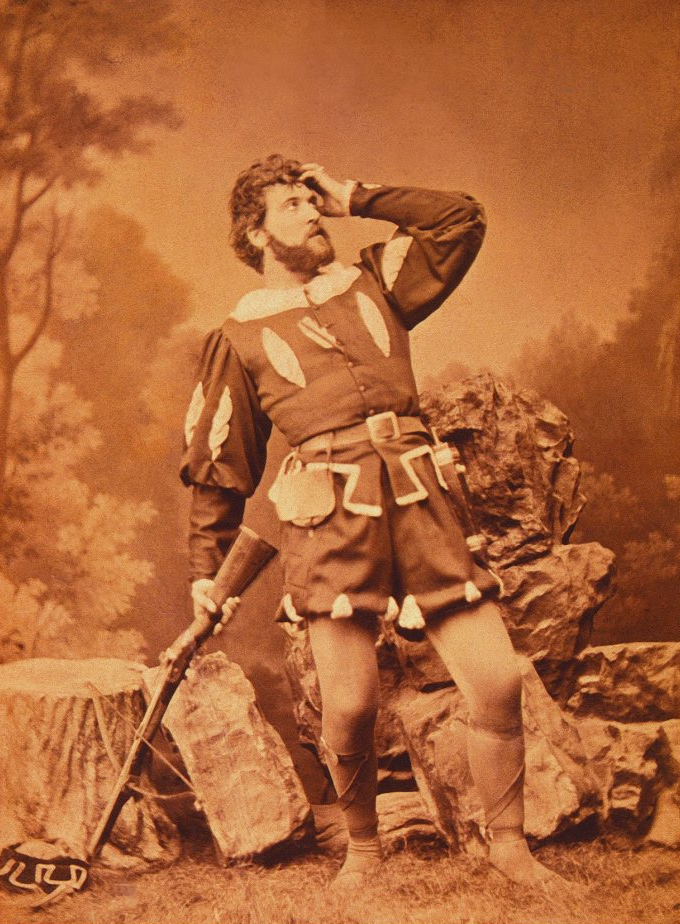
A Tell Vilmos címszerepében

Maleczky Vilmos (Kuźniki, 1845. június 6. – Budapest, 1924. április 29.) lengyel származású magyar opera-énekes (bariton) volt. Alapítója a máig működő énekesdinasztiának. Felesége Ellinger Jozefa, apósa Ellinger József, gyermekei Maleczky Bianka és Maleczky Oszkár énekesek. Kései leszármazottja Maleczky László tenorista.

## Élete
Lengyel nemesi családból származik. Részt vett az 1863-as Langiewicz-féle forradalomban, sebesülten került fogságba a königgrätzi várba. Innen Párizsba szökött, ahol orvosnak készült, később pedig a Conservatorium hallgatója lett.
Münchenben tanult énekelni, pályáját itt és Párizsban kezdte. A vele baráti viszonyt ápoló Richter János szerződtette Bécsbe, majd 1872-ben magával hozta a pesti Nemzeti Színházba. Itt 1872. május 2-án a Troubadourban mint Luna gróf lépett színpadra. A Nemzeti Színházban az 1884-ben megnyílt Operaházban énekelt nyugalomba vonulásáig, 1888-ig.
Visszavonulása után a Fodor Zeneiskola tanára lett.
Sírja a Fiumei úti sírkertben található (17/1-1-67)
Repertoárja hősbariton szerepekből állt.

## Fontosabb szerepei
- Donizetti: A kegyencnő – Alfonso
- Gounod: Faust – Valentin
- Rossini: Tell Vilmos – címszerep
- Verdi: A trubadúr – Luna gróf
- Verdi: Álarcosbál – René
- Wagner: Lohengrin – Telramund